# Vicariato apostólico de Alepo
El vicariato apostólico de Alepo (en latín: Vicariatus Apostolicus Aleppensis y en árabe: نيابة حلب الرسولية‎) es una circunscripción eclesiástica de la Iglesia católica en Siria. Se trata de un vicariato apostólico latino, inmediatamente sujeto a la Santa Sede. Desde el 1 de julio de 2023 su vicario apostólico es el obispo Hanna Jallouf, de la Orden de Frailes Menores.

## Territorio y organización

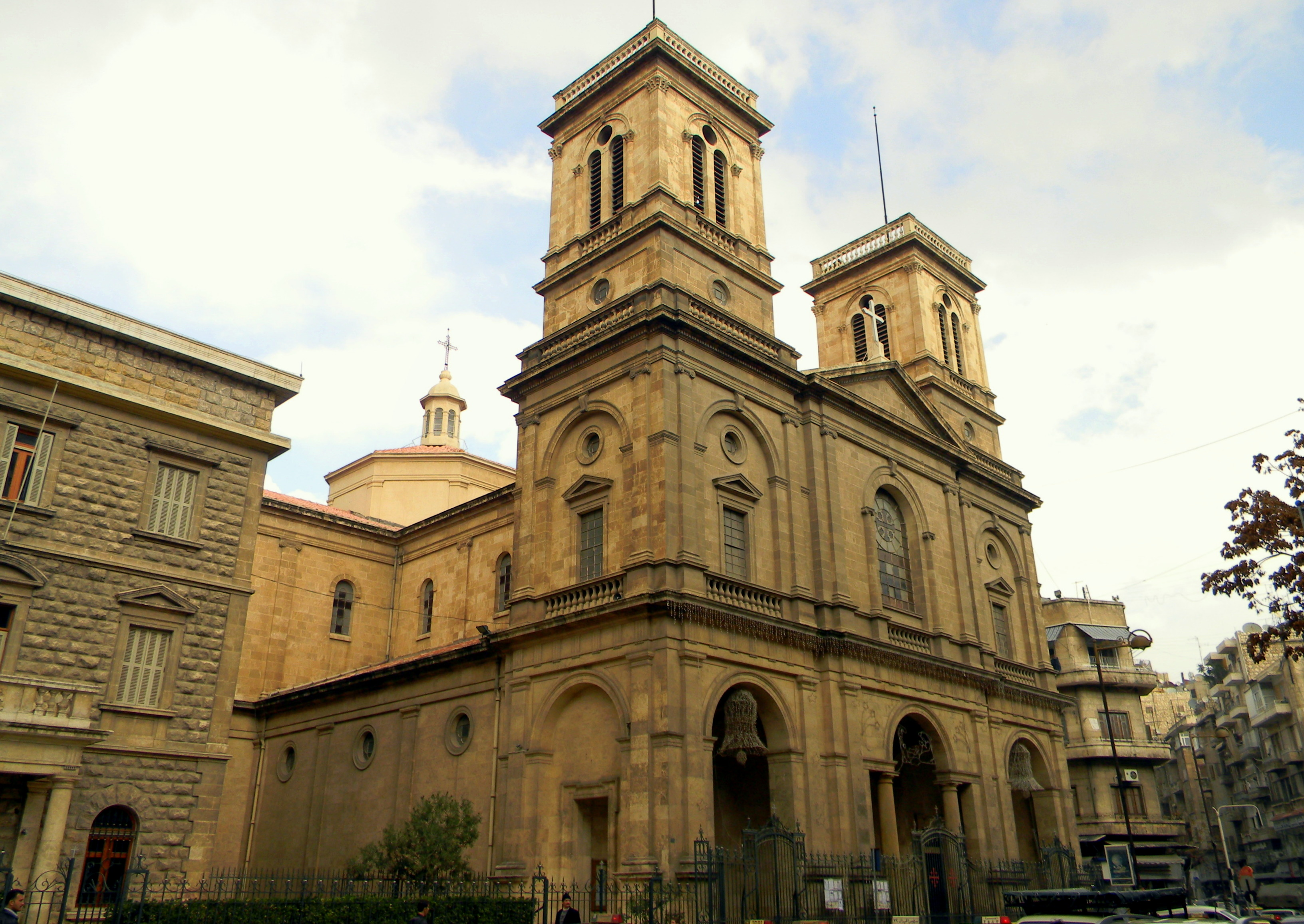
Excatedral de San Francisco de Asís, en Alepo

El vicariato apostólico tiene 185 180 km² y extiende su jurisdicción sobre los fieles católicos de rito latino residentes en todo el territorio de Siria.

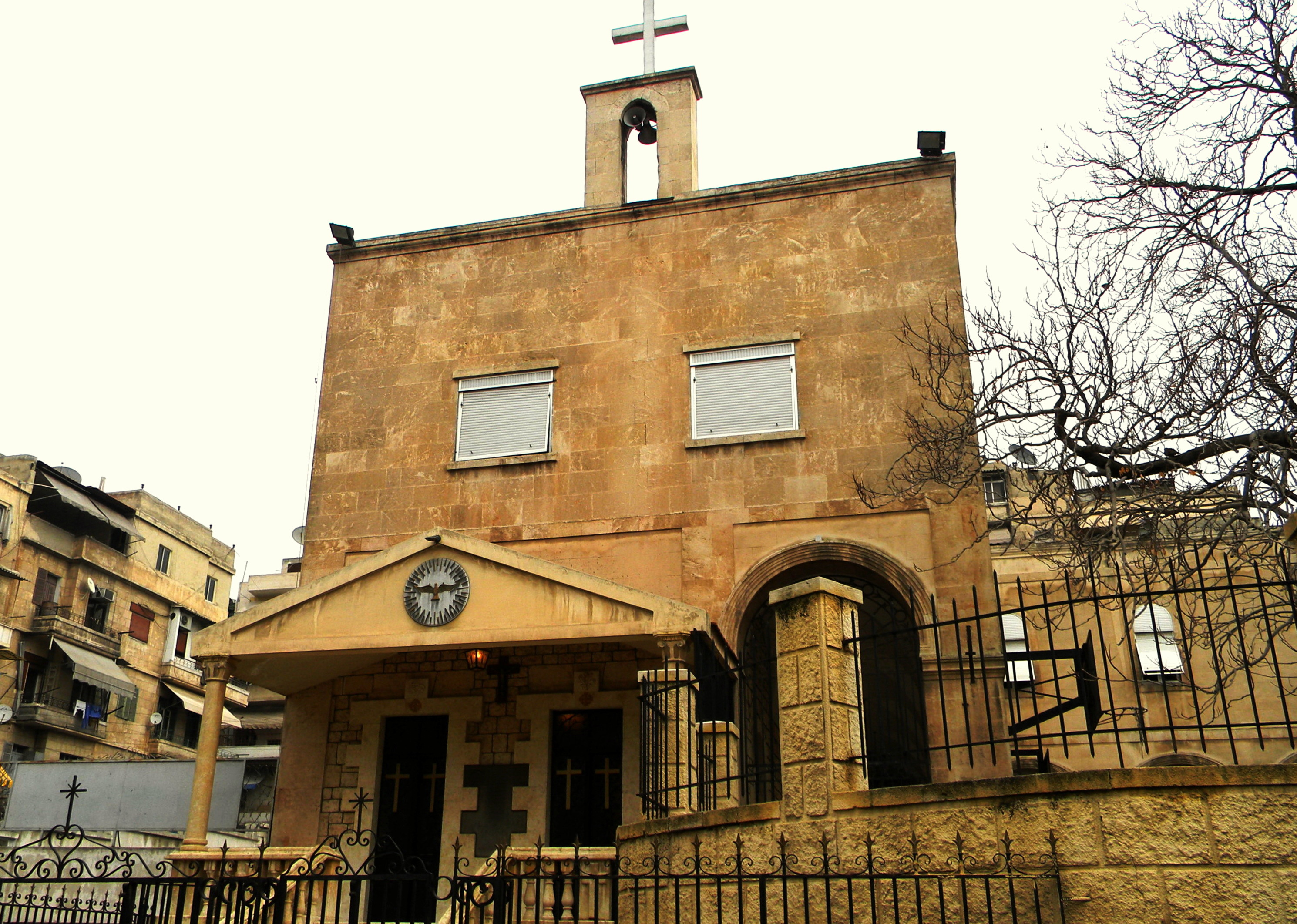
Iglesia de San Buenaventura, en Alepo

La sede del vicariato apostólico se encuentra en la ciudad de Alepo, en donde se halla la Catedral del Niño Jesús, inaugurada por el cardenal Leonardo Sandri el 15 de enero de 2011. En la misma ciudad se encuentra la iglesia de San Francisco, que fue la catedral desde 1937 hasta 2011.

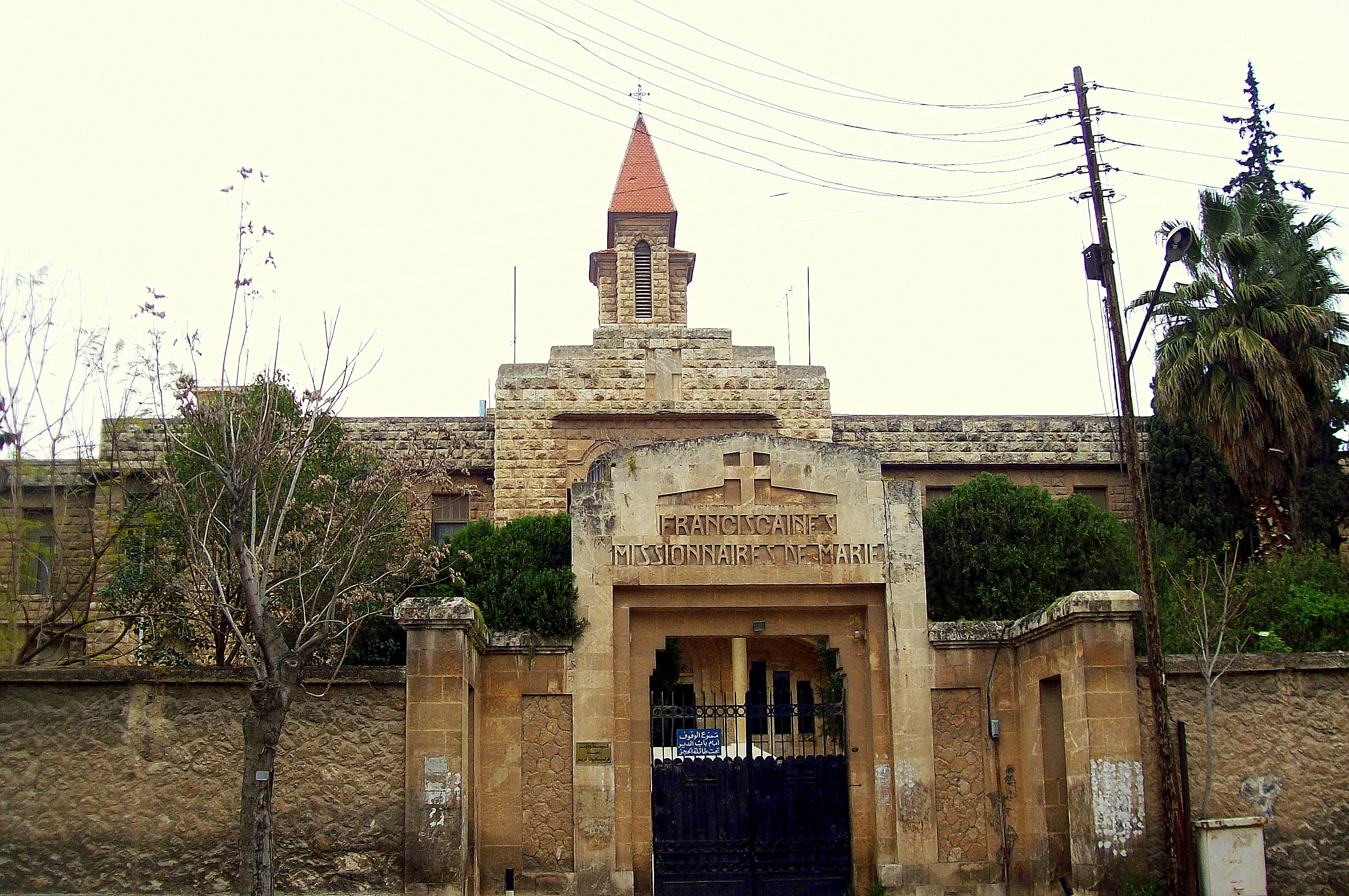
Iglesia de la Pasión de María, en Alepo

Los vicarios apostólicos son miembros de derecho de la Conferencia de Obispos Latinos en las Regiones Árabes.

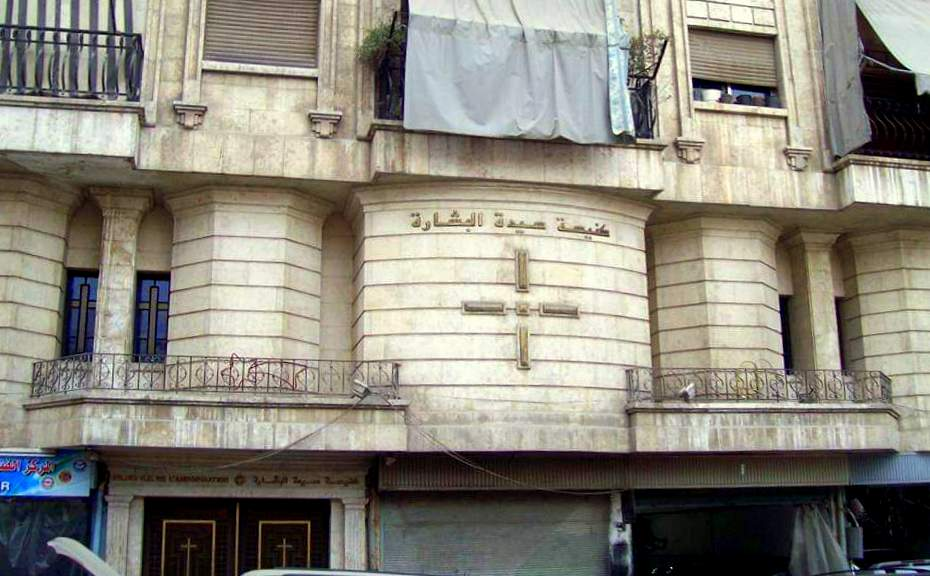
Iglesia de Nuestra Señora de la Anunciación, en Alepo

En 2022 en el vicariato apostólico existían 10 parroquias.

## Historia
Desde las primeras décadas del siglo XVII algunas órdenes religiosas, en particular los capuchinos, los carmelitas y los jesuitas, se establecieron en Alepo y otras partes de Siria y hubo varias conversiones al catolicismo de rito latino.
En una de las primeras reuniones de la Congregación de Propaganda Fide, la del 8 de marzo de 1622, los cardenales propusieron restaurar las circunscripciones eclesiásticas de Oriente siguiendo a los patriarcados de la antigüedad, por lo que pensaron que Siria, Palestina, el Monte Líbano con los maronitas, Armenia, Mesopotamia, Persia con el golfo pérsico hasta la India, los georgianos entre el mar Negro y el mar Caspio y Arabia debían estar bajo algún vicario de los patriarcas latinos titulares de Jerusalén o de Antioquía; o bien bajo la Custodia de Tierra Santa. Un decreto de la Propaganda Fide del 25 de septiembre de 1628 eligió esta segunda opción, y nombró al guardián del Monte Sión o custodio de Tierra Santa con sede en Jerusalén como responsable de Palestina, Siria, el Monte Líbano, Egipto y otros reinos vecinos.
Un primer intento de erigir un vicariato apostólico tuvo lugar el 31 de julio de 1645, cuando fue nombrado obispo el franciscano Giovanni Battista di Dovara, quien, sin embargo, «habiendo conseguido que tuviera tal dignidad, no se molestó en ir a su residencia, a pesar de la repetida excitación que tenía de la Santa Congregación. Tampoco se pensó desde entonces en delegar un obispo latino en esa ciudad». El vicariato apostólico murió así de raíz: la jurisdicción sobre los latinos volvió a la Custodia de Tierra Santa, como era antes.
El vicariato apostólico fue erigido por segunda vez el 27 de junio de 1762. El papa Clemente XIII nombró al lazarista francés Arnaud Bossu, que había sido vicario apostólico en Argel. En el breve Pro commissa nobis de su nombramiento, Bossu recibió el título de vicario apostólico de Alepo, con jurisdicción sobre los europeos y orientales de rito latino de los patriarcados de Antioquía y Jerusalén, incluidos los patriarcados maronita y armenio. El vicario apostólico, sin embargo, no fijó su residencia en Alepo, sino en Aintoura en el Líbano, y nunca recibió la consagración episcopal. También en esa ocasión el vicariato apostólico duró poco debido a la supresión de la orden jesuita en 1773 y la Revolución francesa que, entre las diversas consecuencias, supuso la supresión de todas las órdenes religiosas no sólo en Francia, sino también en las tierras de misión.
Después del Congreso de Viena, la Propaganda Fide restableció el vicariato apostólico en 1817, con el nombre de vicariato apostólico de Siria, Egipto, Arabia y Chipre. Tenía jurisdicción sobre gran parte de las misiones católicas de las regiones centro-sur del Imperio otomano: Siria, Líbano, Chipre, Palestina, península arábiga, Egipto, Abisinia (Etiopía y Eritrea) y Nubia (Sudán). También incluía la parte centro-sur de Anatolia, incluidas las ciudades de Antioquía (Antakya) y Alejandreta (İskenderun).
El 10 de marzo de 1839 cedió una parte de su territorio para la erección de la prefectura apostólica de Abisinia, de Alta Etiopía y Regiones Limítrofes (hoy suprimida).
El 18 de mayo de 1839 cedió una parte de su territorio (la misión del Alto Egipto y Arabia) para la erección del vicariato apostólico de Egipto y Arabia (hoy vicariato apostólico de Alejandría de Egipto) mediante el breve Ex munere pastoralis del papa Gregorio XVI, y al mismo tiempo asumió el nombre de vicariato apostólico de Alepo.
El 4 de octubre de 1847 cedió Palestina, Chipre y los territorios correspondientes a la actual Jordania para la restauración del patriarcado latino de Jerusalén mediante el breve Nulla celebrior del papa Pío IX.
Con el fin del Imperio otomano, el nacimiento de la actual Turquía en 1923, y sobre todo con el paso de Hatay de Siria a Turquía en 1938, mediante las bulas del papa Pío XII Ad maius christifidelium del 5 de octubre de 1939 y Quo sacrorum del 9 de diciembre de 1939, el vicariato apostólico de Alepo perdió los territorios turcos (Adana, Mersin y Tarso) que pasaron al vicariato apostólico de Estambul.
El 4 de junio de 1953 mediante la bula Solent caeli del papa Pío XII cedió el territorio del Líbano para la erección del vicariato apostólico de Beirut. A partir de este momento, el vicariato apostólico de Alepo corresponde geográficamente al territorio de la República Árabe de Siria únicamente. Sólo a partir de este último cambio territorial, los vicarios apostólicos tienen residencia permanente en Alepo, prefiriendo residir previamente en el Líbano.
Israel invadió los Altos del Golán durante la guerra de los Seis Días en 1967, manteniéndolos durante la guerra de Yom Kipur en 1973. En 1981 Israel los incorporó a su territorio (Distrito Norte), aplicándoles su sistema legal, administrativo y jurisdiccional, por lo que esa parte del territorio del vicariato apostólico de Alepo está fuera del control del Estado sirio.

## Estadísticas
Según el Anuario Pontificio 2023 el vicariato apostólico tenía a fines de 2022 un total de 12 500 fieles bautizados.
| Año                                                                             | Población | Población | Población      | Sacerdotes | Sacerdotes | Sacerdotes | Católicos por sacerdote | Diáconos permanentes | Religiosos | Religiosos | Parroquias y cuasiparroquias |
| Año                                                                             | Católicos | Total     | % de católicos | Total      | Diocesanos | Regulares  | Católicos por sacerdote | Diáconos permanentes | Masculinos | Femeninos  | Parroquias y cuasiparroquias |
| ------------------------------------------------------------------------------- | --------- | --------- | -------------- | ---------- | ---------- | ---------- | ----------------------- | -------------------- | ---------- | ---------- | ---------------------------- |
| 1950                                                                            | 15 691    | 4 200 000 | 0,4            | 10         | 5          | 5          | 1569                    |                      | 417        | 1389       | 18                           |
| 1980                                                                            | 8200      | ?         | ?              | 34         |            | 34         | 241                     |                      | 42         | 217        | 9                            |
| 1990                                                                            | 12 500    | ?         | ?              | 39         |            | 39         | 320                     |                      | 47         | 227        | 10                           |
| 1999                                                                            | 10 000    | ?         | ?              | 41         |            | 41         | 243                     |                      | 57         | 204        | 10                           |
| 2000                                                                            | 10 000    | ?         | ?              | 39         |            | 39         | 256                     |                      | 57         | 194        | 10                           |
| 2001                                                                            | 10 000    | ?         | ?              | 40         |            | 40         | 250                     |                      | 56         | 186        | 10                           |
| 2002                                                                            | 10 000    | ?         | ?              | 39         |            | 39         | 256                     |                      | 55         | 198        | 10                           |
| 2003                                                                            | 12 000    | ?         | ?              | 41         |            | 41         | 292                     |                      | 57         | 195        | 10                           |
| 2004                                                                            | 12 000    | ?         | ?              | 41         |            | 41         | 292                     |                      | 56         | 192        | 10                           |
| 2010                                                                            | 13 000    | ?         | ?              | 36         |            | 36         | 361                     |                      | 52         | 183        | 10                           |
| 2014                                                                            | 13 000    | ?         | ?              | 38         |            | 38         | 342                     |                      | 46         | 197        | 10                           |
| 2017                                                                            | 12 800    | ?         | ?              | 36         |            | 36         | 355                     |                      | 36         | 162        | 10                           |
| 2020                                                                            | 12 300    | ?         | ?              | 39         |            | 39         | 315                     |                      | 41         | 161        | 10                           |
| 2022                                                                            | 12 500    |           |                | 39         |            | 39         | 320                     |                      | 49         | 161        | 10                           |
| Fuente: Catholic-Hierarchy, que a su vez toma los datos del Anuario Pontificio. |           |           |                |            |            |            |                         |                      |            |            |                              |

## Episcopologio
- Giovanni Battista da Dovara, O.F.M. † (31 de julio de 1645-1650 renunció)
  - Sede vacante
- Arnaud Bossu, C.M. † (17 de junio de 1762-20 de noviembre de 1765 renunció)
  - Sede vacante
- Aloisio Gandolfi, C.M. † (13 de enero de 1818-25 de agosto de 1825 falleció)
- Giovanni Pietro Losana † (23 de enero de 1827-30 de septiembre de 1833 nombrado obispo de Biella)
- Jean-Baptiste Auvergne † (29 de marzo de 1833-14 de septiembre de 1836 falleció)
- Giuseppe Angelo di Fazio, O.F.M.Cap. † (15 de diciembre de 1837-13 de diciembre de 1838 falleció)
- Francisco Villardel, O.F.M. † (8 de marzo de 1839-19 de junio de 1852 falleció)
- Paolo Brunoni † (4 de julio de 1853-23 de noviembre de 1858 nombrado vicario apostólico de Constantinopla)
  - Giuseppe Valerga † (1858-2 de diciembre de 1872 falleció) (administrador apostólico)
  - Serafino Milani, O.F.M. † (23 de enero de 1874-21 de diciembre de 1874 nombrado obispo de Pontremoli) (obispo electo)
- Ludovico Piavi, O.F.M. † (13 de noviembre de 1876-28 de agosto de 1889 nombrado patriarca latino de Jerusalén)
- Gaudenzio Bonfigli, O.F.M. † (18 de agosto de 1890-25 de febrero de 1896 nombrado vicario apostólico de Egipto)
- Pierre Gonzalès Charles Duval, O.P. † (25 de febrero de 1896-31 de julio de 1904 falleció)
- Frediano Giannini, O.F.M. † (20 de enero de 1905-12 de febrero de 1936 renunció)
  - Sede vacante (1936-1973)
- Bonaventure Akiki, O.F.M. † (1 de marzo de 1973-1979 retirado)[nota 4]
- Guerino Domenico Picchi, O.F.M. † (20 de junio de 1980-9 de julio de 1992 retirado)
- Armando Bortolaso, S.D.B. † (9 de julio de 1992-21 de noviembre de 2002 retirado)
- Giuseppe Nazzaro, O.F.M. † (21 de noviembre de 2002-15 de abril de 2013 retirado)
- Georges Abou Khazen, O.F.M. (4 de noviembre de 2013-29 de junio de 2022 renunció)[nota 5][nota 6]
- Hanna Jallouf, O.F.M., desde el 1 de julio de 2023